# You Better Move On
You Better Move On ist eine Rhythm-&-Blues-Komposition von Arthur Alexander aus dem Jahr 1961. Sie wurde vor allem in der Version der Rolling Stones einem größeren Publikum bekannt. Der Erfolg von You Better Move On legte den Grundstein für die Studioszene von Alabama mit den Standbeinen FAME Studios, Norala Sound Studios in Sheffield (Alabama) und dem Muscle Shoals Sound Studio.

## Originalversion

### Komposition
Nach der Veröffentlichung seiner Debütsingle Sally Sue Brown, die ein lokaler Hit wurde, träumte Arthur Alexander von einer Hitsingle, die ihn auch landesweit berühmt machen und aus einer unverwechselbaren Eigenkomposition bestehen sollte. Da Alexander als Hotelpage im Muscle Shoals Hotel angestellt war und Musik nur in seiner Freizeit machte, nahm das Komponieren mehrere Monate in Anspruch. Bei der Melodie orientierte sich Alexander an zeitgenössischen R&B-Hits aus dem Radio, wie He Will Break Your Heart von Jerry Butler, Save the Last Dance for Me von den Drifters und vor allem Stand by Me von Ben E. King. Ungewöhnlich für ein Liebeslied war, dass sich der Text nicht an die geliebte Person, sondern stattdessen an den Nebenbuhler richtete und diesen aufforderte sich zurückzuziehen. Inspiration für den Text war (wie auch bei Alexanders anschließenden Kompositionen Anna (Go to Him) und Go Home Girl) seine Ehefrau und Jugendliebe Elizabeth Ann Barton aus Knoxville (Tennessee), die in der Kennenlernphase noch von einem anderen Verehrer umworben wurde.

### Aufnahme
Im Studio von Tom Stafford über dem elterlichen City Drug Store in Florence (Alabama) wurde ein Demotape eingespielt. Zu hören waren lediglich Alexanders Gesang und die Klavierbegleitung von David Briggs. Mit diesem Demotape kontaktierte Stafford seinen ehemaligen Geschäftspartner Rick Hall, der mit den FAME Studios (ein Akronym für Florence Alabama Music Enterprises) am Wilson Dam Highway in Muscle Shoals sein eigenes Aufnahmestudio gegründet hatte. Nach einem pedantischen Aufnahmeprozess, der mehrere Wochen in Anspruch nahm, entstand am 2. Oktober 1961 die finale Fassung. Die Ballade war in der sparsamen Instrumentierung bewusst an den R&B-Hit Stand by Me von Benny King angelehnt. Als B-Seite der Single wurde das beschwingte A Shot of Rhythm and Blues von Terry Thompson († 10. November 1965) eingespielt. Die fertigen Aufnahmen wurden an Dot Records in Nashville verkauft.

Anzeige im Billboard Music Week vom 24. Februar 1962 (Ausschnitt)

Am 24. Februar 1962 stieg You Better Move On in den Billboard Hot 100 auf Platz 87 ein. Am 14. März 1962 durfte Arthur Alexander seinen Hit als Playback in der landesweit ausgestrahlten Sendung American Bandstand vor einem Millionenpublikum präsentieren. Am 17. März war You Better Move On bereits auf Platz 49 der nationalen Charts, und am 21. April erreichte der Titel mit Platz 24 seine Spitzenposition. Damit entwickelte sich You Better Move On zum ersten kommerziellen Hit der aufkeimenden Musikszene von Muscle Shoals. Mit den Einnahmen von rund 10.000 US-Dollar konnte Hall sein neues, in einer ehemaligen Tabakscheune untergebrachtes FAME-Studio in der East Avalon Avenue 603 in Muscle Shoals umfassend ausbauen.

### Besetzung
- Arthur Alexander: Gesang
- Terry Thompson: E-Gitarre
- Forrest Riley: Akustikgitarre
- Norbert Putnam: Bass
- David Briggs: Klavier
- Jerry Carrigan: Schlagzeug
- Randy Allen: Becken

Jerry Carrigan (* 1943), Norbert Putnam (* 1942) und David Briggs (* 1943) wirkten noch an weiteren Aufnahmen der FAME Studios mit und gingen wegen ihres typischen Muscle Shoals Sounds als „Original Muscle Shoals Rhythm Section“ in die Musikgeschichte ein. Aufgrund besserer Verdienstmöglichkeiten wechselten die drei Studiomusiker schon 1964 nach Nashville und begleiteten dort unter anderem Elvis Presley und Johnny Cash.

## Dot-Version
Der Erfolg der Single veranlasste Dot Records, eine Langspielplatte mit dem Titel You Better Move On zu veröffentlichen. Der namensgebende Song wurde hierfür mit Studiomusikern aus Nashville erneut aufgenommen. In Ermangelung weiterer Eigenkompositionen wurde die LP wie damals üblich aus bewährten Hits wie Funny How Time Slips Away von Willie Nelson, Love Letters von Victor Young, Love Me Warm and Tender von Paul Anka, The Wanderer von Ernie Maresca, Hey! Baby von Bruce Channel und den Connie-Francis-Hit Don’t Break the Heart That Loves You zusammengestellt. Das von dem Radio-DJ Noel Ball produzierte Album erschien Anfang April 1962.

## Coverversionen
- 1962: Bobby Vee with The Johnny Mann Singers auf A Bobby Vee Recording Session
- 1964: The Hollies auf ihrem Debütalbum Stay with The Hollies
- 1964: Tony Sheridan auf dem Album Just a Little Bit of Tony Sheridan
- 1973: Dean Martin auf dem Album You’re the Best Thing That Ever Happened to Me
- 1975: Johnny Rivers auf dem Album New Lovers and Old Friends
- 1980: George Jones und Johnny Paycheck auf ihrem gemeinsamen Album Double Trouble
- 1980: The Boys spielten eine punkige Version als Single ein.[11]

## Rolling-Stones-Version

### Aufnahme
Im Januar 1964 veröffentlichten die Rolling Stones eine selbstbetitelte EP, die ihre erste Nummer 1 im Vereinigten Königreich wurde (EP-Charts). Auf der EP befanden sich die vier Coverversionen Bye Bye Johnny (Chuck Berry), Money (Berry Gordy), Poison Ivy (Leiber/Stoller) und die Ballade You Better Move On. Die Beatles hatten mit Anna (Go to Him) bereits am 11. Februar 1963 eine Komposition von Arthur Alexander aufgenommen und auf ihrem Debütalbum Please Please Me veröffentlicht. Die Aufnahme der Rolling Stones ist vom 8. August 1963.
Bruce Eder schrieb auf Allmusic über die Rolling-Stones-EP: „Das eigentliche Herzstück war Arthur Alexanders You Better Move On, ein weiteres amerikanisches Lieblingsstück, das die Band auf Konzerten gespielt hatte. Dies war ihre Chance, einen weicheren, lyrischeren und gefühlvolleren Sound zu zeigen, der aber genauso intensiv war wie der Blues und der harte R&B, den sie bereits auf Platte veröffentlicht hatten. Es war kein Zufall, dass der Alexander-Song der einzige dieser vier war, der ein zweites Leben auf einer amerikanischen Veröffentlichung bekam, aufgegriffen von London Records im Jahr 1965, als letztere die Langspielplatte December’s Children (And Everybody’s) zusammenstellten.“
Eine alternative Version, die bereits am 9. Mai 1964 für die Radioshow Blues in Rhythm vor Studiopublikum aufgenommen wurde, erschien erst am 1. Dezember 2017 auf der BBC-Kompilation On Air.

### Besetzung
- Mick Jagger: Gesang
- Brian Jones: E-Gitarre, Hintergrundgesang
- Keith Richards: E-Gitarre, Hintergrundgesang
- Bill Wyman: E-Bass, Hintergrundgesang
- Charlie Watts: Schlagzeug

”When the Beatles and the Rolling Stones got their first chance to record, one did Anna and the other did You Better Move On. That should tell you enough.“

„Als die Beatles und die Rolling Stones ihre erste Gelegenheit für eine Plattenaufnahme bekamen, spielten die einen Anna und die anderen You Better Move On. Das sagt eigentlich genug.“

”The girls really adored this song.“

## Drafi-Deutscher-Version
Drafi Deutscher & His Magics hatten bereits drei Hits, als sie im Dezember 1964 mit der Single Cinderella Baby bis auf Platz 3 der deutschen Hitparade vorrückten. Auf der B-Seite war die Coverversion Es ist besser, du gehst enthalten. Für die deutsche Version von You Better Move On waren Günter Loose (Text) und Christian Bruhn (Produktion) verantwortlich, die im Jahr darauf mit Marmor, Stein und Eisen bricht Deutschers größten Hit vollbrachten. Es ist besser, du gehst ist auch auf dem Hitalbum Shake Hands! Keep Smiling! von 1964 zu finden.
Roland Kaiser veröffentlichte am 16. Februar 1998 eine alternative deutsche Version auf seinem Album Grenzenlos II. Der Text für Am besten du gehst ist eine lyrische Übersetzung von Bernd Meinunger.